# Leopoldo Trieste
Leopoldo Trieste (Regio de Calabria, 3 de mayo de 1917 - Roma, 25 de enero de 2003) fue un actor, dramaturgo, director y guionista italiano.

## Biografía

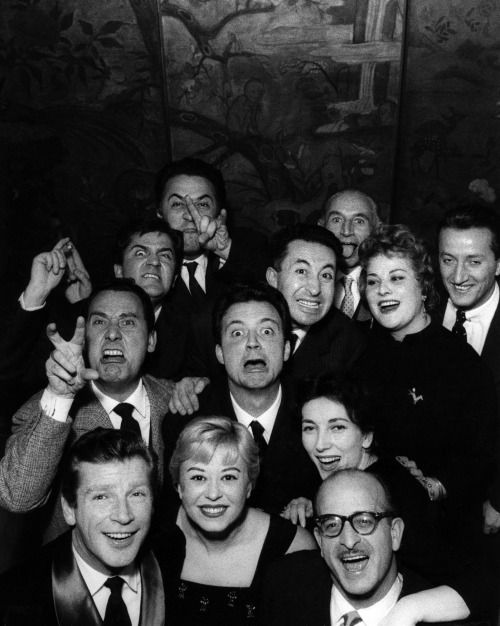
Leopoldo Trieste (el segundo de la segunda fila de arriba hacia abajo) junto a otros artistas italianos.

Después de la Segunda Guerra Mundial, dio al teatro una trilogía sobre la guerra y la violencia: La frontiera (1945), Cronaca (1946), la primera obra teatral del mundo sobre el tema del Holocausto, y N.N. (1947). El segundo drama inspiró luego libremente la película de Claudio Gora Febbre di vivere (1953), a la que Trieste colaboró también como guionista. En 1995 fue representada con éxito en el Deutsches Theater de Berlín. A lo largo de la década de 1950, tuvo una relación sentimental con la actriz Giuliana Lojodice.
Lanzado como intérprete cinematográfico por Federico Fellini en El jeque blanco (1952) y Los inútiles (1953), dirigió a su vez Città di notte (1958) e Il peccato degli anni verdi (1960), para dedicarse luego totalmente a la carrera de actor de carácter, con frecuentes apariciones en comedias italianas como Divorcio a la italiana (1961), Seducida y abandonada (1964), El médico de la mutua (1968), Piso pisello (1981), pero también en grandes producciones como El padrino II (1974), El nombre de la rosa (1986), Cinema Paradiso (1988) y El hombre de las estrellas (1995).
En las décadas de 1960 y 1970 también participó en varias series de televisión, como Le inchieste del comisario Maigret, La famiglia Benvenuti e Il Circolo Pickwick, así como en la miniserie para niños Le avventure di Ciuffettino, emitida entre 1969 y 1970. Carlo Verdone había escrito para él el papel del abogado en Troppo forte (1986), sin embargo le cambiaron por Alberto Sordi quince días antes del inicio del rodaje por decisión de los productores. En 2000 participó en el episodio El perro de Terracota de la serie Comisario Montalbano, en el papel de Lillo Rizzitano.
Murió en la noche del 25 de enero de 2003, a la edad de 85 años, en el Policlínico Humberto I de Roma, a causa de un infarto. La familia difundió la noticia solo dos días después, tras el funeral.

## Filmografía

### Actor

#### Cine
- Preludio d'amore, de Giovanni Paolucci (1946)
- El jeque blanco (Lo sceicco bianco), de Federico Fellini (1952)

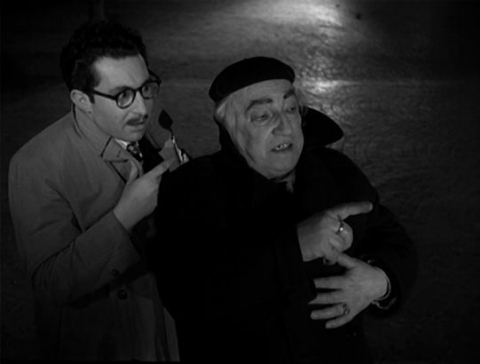
Trieste (a la izquierda) en una captura de Los inútiles (1953).

- Los inútiles (I vitelloni), de Federico Fellini (1953)
- El suceso de Via Padova (Lo scocciatore (Via Padova 46)), de Giorgio Bianchi (1953)
- Juzgado a la italiana (Un giorno in pretura), de Steno (1954)
- Dov'è la libertà...?, de Roberto Rossellini (1954)

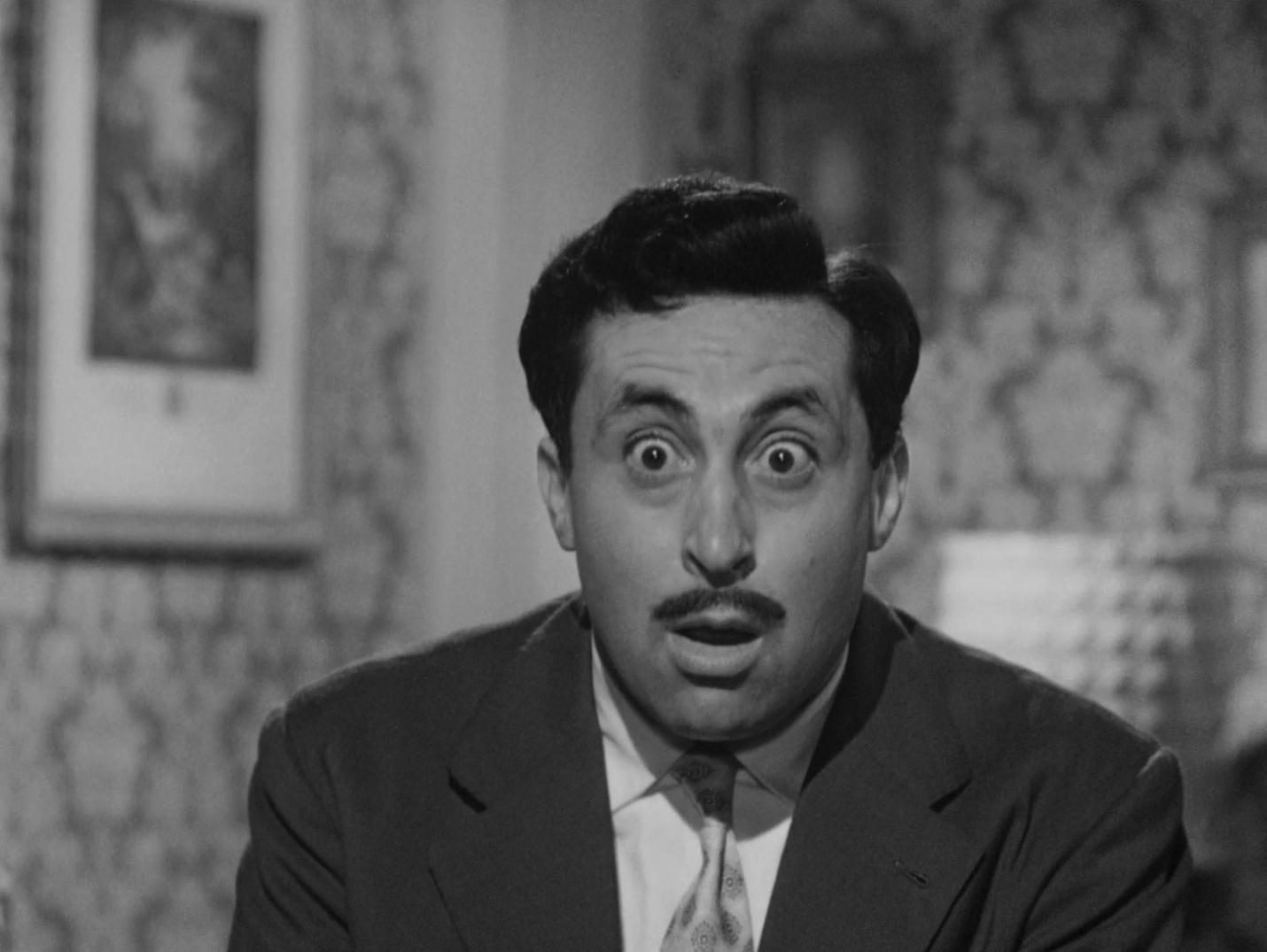
Actuando en Un americano... de Roma (1954).

- Un americano... de Roma (Un americano a Roma), de Steno (1954)
- Il coraggio, de Domenico Paolella (1955)

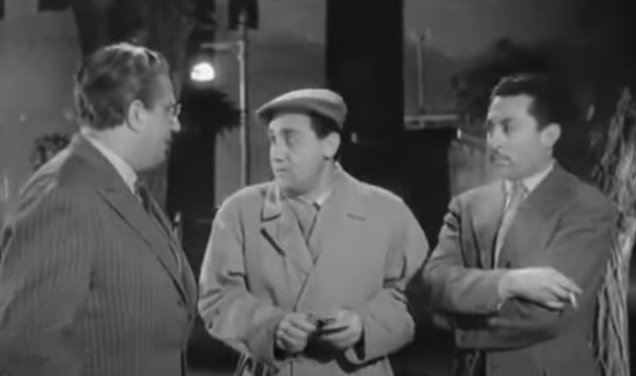
En Un héroe de nuestro tiempo junto con Mario Carotenuto y Alberto Sordi (1955).

- Un héroe de nuestro tiempo (Un eroe dei nostri tempi), de Mario Monicelli (1955)
- Il padrone sono me, de Franco Brusati (1955)
- Buonanotte... avvocato!, de Giorgio Bianchi (1955)
- Destinazione Piovarolo, de Domenico Paolella (1955)
- El signo de Venus (Il segno di Venere), de Dino Risi (1955)
- Città di notte, de Leopoldo Trieste (1956)
- Ritorno alla vita, de José Antonio Nieves Conde (1956)
- Adiós a las armas (A Farewell to Arms), de Charles Vidor (1957)

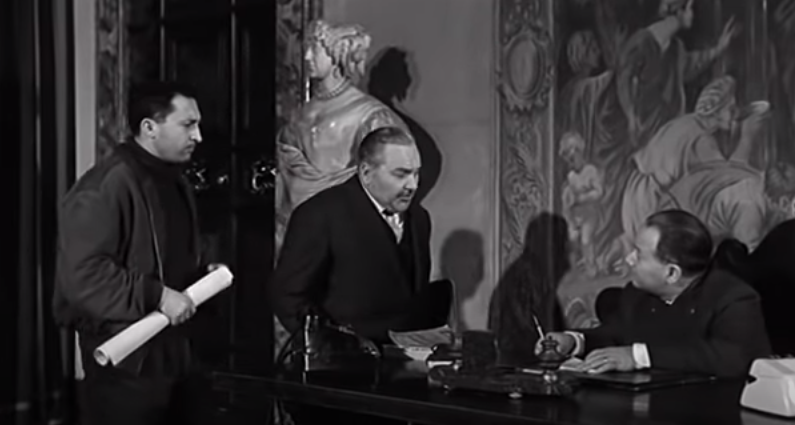
A la izquierda, en una captura de Il moralista (1959).

- Il moralista, de Giorgio Bianchi (1959)
- I ragazzi dei Parioli, de Sergio Corbucci (1959)
- Aventura en Capri (Avventura a Capri), de Giuseppe Lipartiti (1959)
- Papá se ha enamorado (Tutti innamorati), de Giuseppe Orlandini (1959)
- Le svedesi, de Gian Luigi Polidoro (1960)
- Que alegría vivir, (Che gioia vivere) de René Clément (1961)

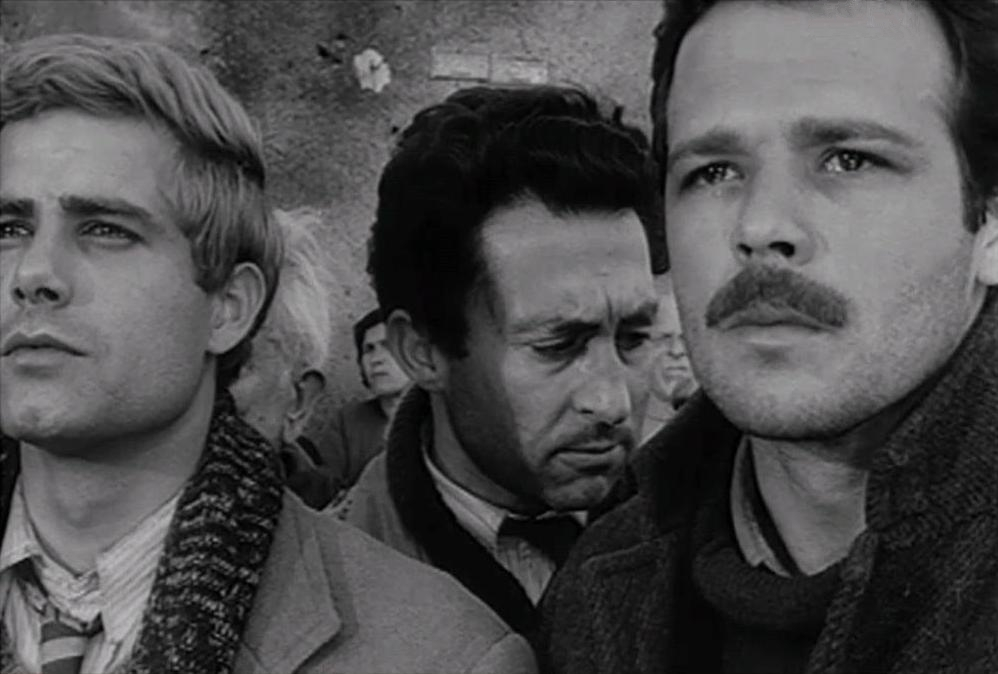
En Un giorno da leoni (1961).

- Un giorno da leoni, de Nanni Loy (1961)
- Divorcio a la italiana (Divorzio all'italiana), de Pietro Germi (1961)
- La smania addosso, de Marcello Andrei (1963)
- El éxito (Il successo), de Mauro Morassi (1963)
- Seducida y abandonada (Sedotta e abbandonata), de Pietro Germi (1964)
- Sedotti e bidonati, de Giorgio Bianchi (1964)
- Via Veneto, de Giuseppe Lipartiti (1964)
- Operación Fisco (Panic Button... Operazione fisco!), de Giuliano Carnimeo (1964)
- Joven, guapo y con voz de soprano (Le voci bianche), de Pasquale Festa Campanile y Massimo Franciosa (1964)
- La moneda rota (F.B.I. operazione Baalbeck), de Marcello Giannini (1964)
- Bianco, rosso, giallo, rosa, de Massimo Mida (1964)
- Una cuestión de honor (Una questione d'onore), de Luigi Zampa (1965)
- El parasol (L'ombrellone), de Dino Risi (1965)
- Le Lit à deux places, directores varios (1965)
- No, no... mi amor (La ragazza del bersagliere), de Alessandro Blasetti (1966)
- Una doncella para un gran señor ( Una vergine per il principe), de Pasquale Festa Campanile (1966)
- Dispara fuerte, más fuerte... no lo entiendo/Un asesino y una mujer (Spara forte, più forte... non capisco!), de Eduardo De Filippo (1966)
- Gente d'onore, de Folco Lulli (1967)
- A cada uno lo suyo (A ciascuno il suo), de Elio Petri (1967)
- El cinturón de castidad (La cintura di castità), de Pasquale Festa Campanile (1967)
- Seguro de virginidad (Assicurasi vergine), de Giorgio Bianchi (1967)

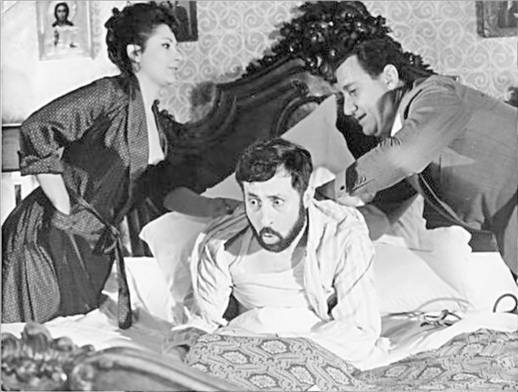
Adriana Giuffrè, Leopoldo Trieste y Alberto Sordi en El médico de la mutua (1968).

- El médico de la mutua (Il medico della mutua), de Luigi Zampa (1968)
- La prova generale, de Romano Scavolini (1968)
- Escalation, de Roberto Faenza (1968)
- Las sandalias del pescador (The Shoes of the Fisherman), de Michael Anderson (1968)
- Togli le gambe dal parabrezza, de Massimo Franciosa (1969)
- El secreto de Santa Vittoria (The Secret of Santa Vittoria), de Stanley Kramer (1969)
- El clan de los sicilianos (Le Clan des Siciliens), de Henri Verneuil (1969)
- The Martlet's Tale, de John Crowther (1970)
- Las aventuras de Gerard (The Adventures of Gerard), de Jerzy Skolimowski (1970)
- Pussycat, Pussycat, I Love You, de Rod Amateau (1970)
- Una macchia rosa, de Enzo Muzii (1970)
- L'asino d'oro: processo per fatti strani contro Lucius Apuleius cittadino romano, de Sergio Spina (1970)
- Stress, de Corrado Prisco (1971)
- Escapada a la italiana (La Poudre d'escampette), de Philippe de Broca (1971)
- La vacación (La vacanza), de Tinto Brass (1971)
- Bahía de sangre (Reazione a catena), de Mario Bava (1971)
- Red mortal (Il sorriso del ragno), de Massimo Castellani (1971)

- Trastevere, de Fausto Tozzi (1971)

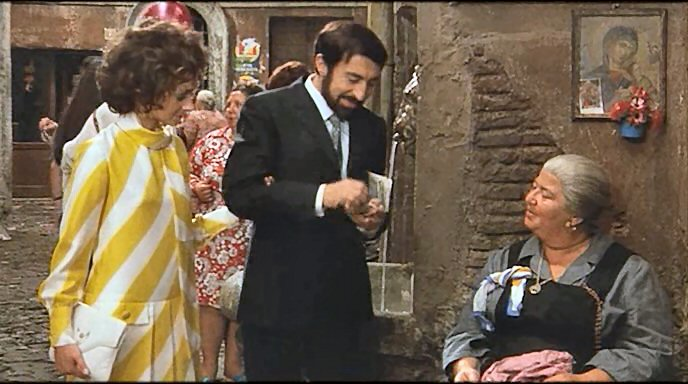
En una escena de Trastevere (1971).

- Delirios de grandeza (La Folie des Grandeurs), de Gérard Oury (1971)
- Cuentos prohibidos y nada vestidos (Racconti proibiti... di niente vestiti), de Brunello Rondi (1972)
- Anche se volessi lavorare, che faccio?, de Flavio Mogherini (1972)
- Una cavalla tutta nuda, de Franco Rossetti (1972)
- Every Little Crook and Nanny, de Cy Howard (1972)
- Historias peligrosas (Pulp), de Mike Hodges (1972)
- Il tuo piacere è il mio, de Claudio Racca (1973)
- La señora ha sido violada (La signora è stata violentata!), de Vittorio Sindoni (1973)
- Venecia rojo shocking/Amenaza en la sombra (Don't Look Now), de Nicolas Roeg (1973)
- Viaggia, ragazza, viaggia, hai la musica nelle vene, de Pasquale Squitieri (1974)
- No me hagas daño, cariño (Amore mio non farmi male), de Vittorio Sindoni (1974)
- L'ammazzatina, de Ignazio Dolce (1974)
- malos pensamientos (Fischia il sesso), de Gian Luigi Polidoro (1974)
- Comisaria de guardia (Commissariato di notturna), de Guido Leoni (1974)
- Il saprofita, de Sergio Nasca (1974)
- El padrino II (The Godfather Part II), de Francis Ford Coppola (1974)
- I baroni, de Giampaolo Lomi (1975)
- Son tornate a fiorire le rose, de Vittorio Sindoni (1975)
- Due cuori, una cappella, de Maurizio Lucidi (1975)
- Roma drogata la polizia non può intervenire, de Luciano Marcaccini (1975)
- Vergine, e di nome Maria, de Sergio Nasca (1975)
- Lecciones privadas (Lezioni private), de Vittorio De Sisti (1975)
- Perdidamente tuyo (Perdutamente tuo... mi firmo Macaluso Carmelo fu Giuseppe), de Vittorio Sindoni (1976)
- Lezioni di violoncello con toccata e fuga, de Davide Montemurri (1976)
- Il giorno dell'Assunta, de Nino Russo (1977)
- Albergue malicioso (L'albero della maldicenza), de Giacinto Bonacquisti (1979)
- Calígula  (Caligola), de Tinto Brass (1979)
- El corcel negro (Black Stallion), de Carroll Ballard (1979)
- Zapatones (Piedone d'Egitto), de Steno (1980)
- El marqués del Grillo (Il marchese del Grillo), de Mario Monicelli (1981)
- Piso pisello, de Peter Del Monte (1982)
- Malamore, de Eriprando Visconti (1982)
- Trenchcoat, de Michael Tuchner (1983)
- Enrico IV, de Marco Bellocchio (1984)
- Passaporto segnalato, de Sergio Martino (1985)
- Momo, de Johannes Schaaf (1986)
- El nombre de la rosa (The Name of the Rose), de Jean-Jacques Annaud (1986)
- Il coraggio di parlare, de Leandro Castellani (1987)
- Don Bosco, de Leandro Castellani (1988)
- I giorni randagi, de Filippo Ottoni (1988)
- Cinema Paradiso (Nuovo Cinema Paradiso), de Giuseppe Tornatore (1988)
- Stradivarius (Stradivari), de Giacomo Battiato (1988)
- El sol oscuro (Il sole buio), de Damiano Damiani (1990)
- Viaggio d'amore, de Ottavio Fabbri (1990)
- Italia Village, de Giancarlo Planta (1994)
- Il giudice ragazzino, de Alessandro Di Robilant (1994)
- El hombre de las estrellas/Fabricante de estrellas (L'uomo delle stelle), de Giuseppe Tornatore (1995)
- Ojos de amatista, de Roberto Aguerre (1996)
- Marianna Ucrìa, de Roberto Faenza (1997)
- El manuscrito del principe (Il manoscritto del Principe), de Roberto Andò (2000)
- Il consiglio d'Egitto, de Emidio Greco (2003)

#### Televisión
- Le inchieste del commissario Maigret (episodio Maigret e i diamanti), de Mario Landi (1968)

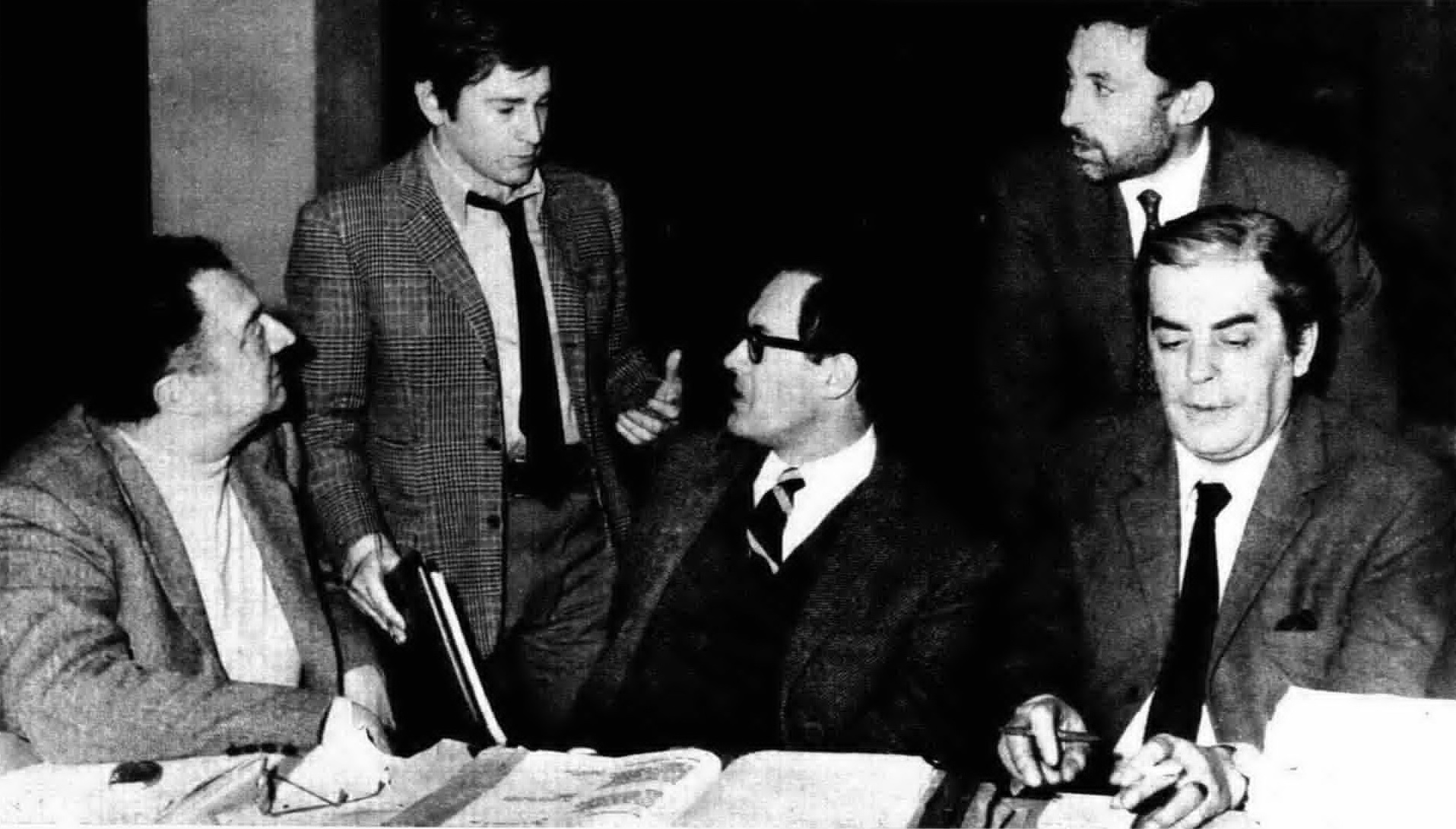
Con el director y otros artistas de Il Circolo Pickwick discutiendo el guion (1968).

- Il Circolo Pickwick, de Ugo Gregoretti (1968)
- Un'estate, un inverno, de Mario Caiano (1971)
- Don Giovanni in Sicilia, de Guglielmo Morandi (1977)
- Los novios (I promessi sposi), de Salvatore Nocita (1989)
- Comisario Montalbano (Il commissario Montalbano) (episodio El perro de Terracota), regia de Alberto Sironi (2000)

### Director
- Città di notte (1958)
- Il peccato degli anni verdi (1960)

## Autor de teatro
- La frontiera, dirigida por Mario Landi, Roma, Teatro Quirino, 4 de julio de 1945.
- Cronaca, dirigida por Mario Landi, Milán, Teatro Excelsior, 20 de noviembre de 1946.
- N.N., dirigida por Gerardo Guerrieri, Roma, Teatro delle Arti, 15 de diciembre de 1947.

## Teatro en radio (RAI)
- Cronaca, comedia en tres actos de Leopoldo Trieste, dirigida por Anton Giulio Majano, transmitida el 21 de abril de 1947.
- Finestra nell'isola, radiocomedia de Leopoldo Trieste y M. Visconti, dirigida por Guglielmo Morandi, transmitida el 5 de noviembre de 1949.

## Premios y nominaciones
Nastro d'argento
| Año  | Categoría              | Película                                           | Resultado |
| ---- | ---------------------- | -------------------------------------------------- | --------- |
| 1965 | Mejor actor de reparto | Seducida y abandonada                              | Ganador   |
| 1985 | Mejor actor de reparto | Enrico IV                                          | Ganador   |
| 1995 | Mejor actor de reparto | Il giudice ragazzino                               | Nominado  |
| 1996 | Mejor actor de reparto | El hombre de las estrellas/Fabricante de estrellas | Ganador   |

David de Donatello
| Año  | Categoría              | Película                                           | Resultado |
| ---- | ---------------------- | -------------------------------------------------- | --------- |
| 1994 | Mejor actor de reparto | Il giudice ragazzino                               | Nominado  |
| 1996 | Mejor actor de reparto | El hombre de las estrellas/Fabricante de estrellas | Ganador   |

Ciak d'Oro
| Año  | Categoría   | Película        | Resultado |
| ---- | ----------- | --------------- | --------- |
| 1989 | Mejor autor | Cinema Paradiso | Nominado  |

Premio Flaiano - Teatro
| Año  | Categoría   | Obra teatral           | Resultado |
| ---- | ----------- | ---------------------- | --------- |
| 1990 | Mejor autor | Capriccio in La minore | Ganador   |

El 3 de mayo de 2017, con motivo del centenario de su nacimiento, se le dedicó una plaza en su ciudad natal Regio de Calabria.